# Carex macrostyla
Carex macrostyla là một loài thực vật có hoa trong họ Cói. Loài này được Lapeyr. mô tả khoa học đầu tiên năm 1813.